# Myszarka stepowa
Myszarka stepowa (Apodemus witherbyi) – gatunek gryzonia z rodziny myszowatych (Muridae), występujący w Europie Wschodniej, na Bliskim Wschodzie i w Azji Środkowej. 

## Systematyka
Myszarka stepowa została opisana naukowo w 1902 roku przez O. Thomasa. Była zaliczana jako podgatunek lub łączona z myszarką zaroślową (A. sylvaticus), różne populacje były także opisywane jako osobne gatunki (A. fulvipectus, A. falzfeini, A. hermonensis). Na terenie Izraela zamieszkiwała już w plejstocenie.

## Biologia
Myszarka stepowa występuje na wschód od Dniepru na południowej Ukrainie, na Kaukazie i dalej na południe i południowy zachód, przez Iran aż do Pakistanu. W obszarze śródziemnomorskim zamieszkuje grecką wyspę Rodos, Turcję, Syrię, Izrael i Palestynę, Liban i Jordanię. Żyje na równinach, w górach i pokrytych stepem płaskowyżach, nie jest spotykana w pustynnych depresjach. Kryje się w krzewach. Jest spotykana do wysokości co najmniej 2100 m n.p.m.

## Populacja
Myszarka stepowa występuje na dużym obszarze, w sprzyjającym środowisku jest liczna, nie są znane zagrożenia dla gatunku. Jest uznawana za gatunek najmniejszej troski.